# 拉斯蒂拉站
拉斯蒂拉地铁站（芬蘭語：Rastilan metroasema），是芬兰赫爾辛基地鐵的地上车站。该站为赫尔辛基东部沃岛区的滨海拉斯蒂拉和拉斯蒂拉小区服务。
该站开通于1998年8月31日，为赫尔辛基地铁新近开通的车站之一，距离波蒂拉站2公里、沃岛站1.2公里。

## 图集

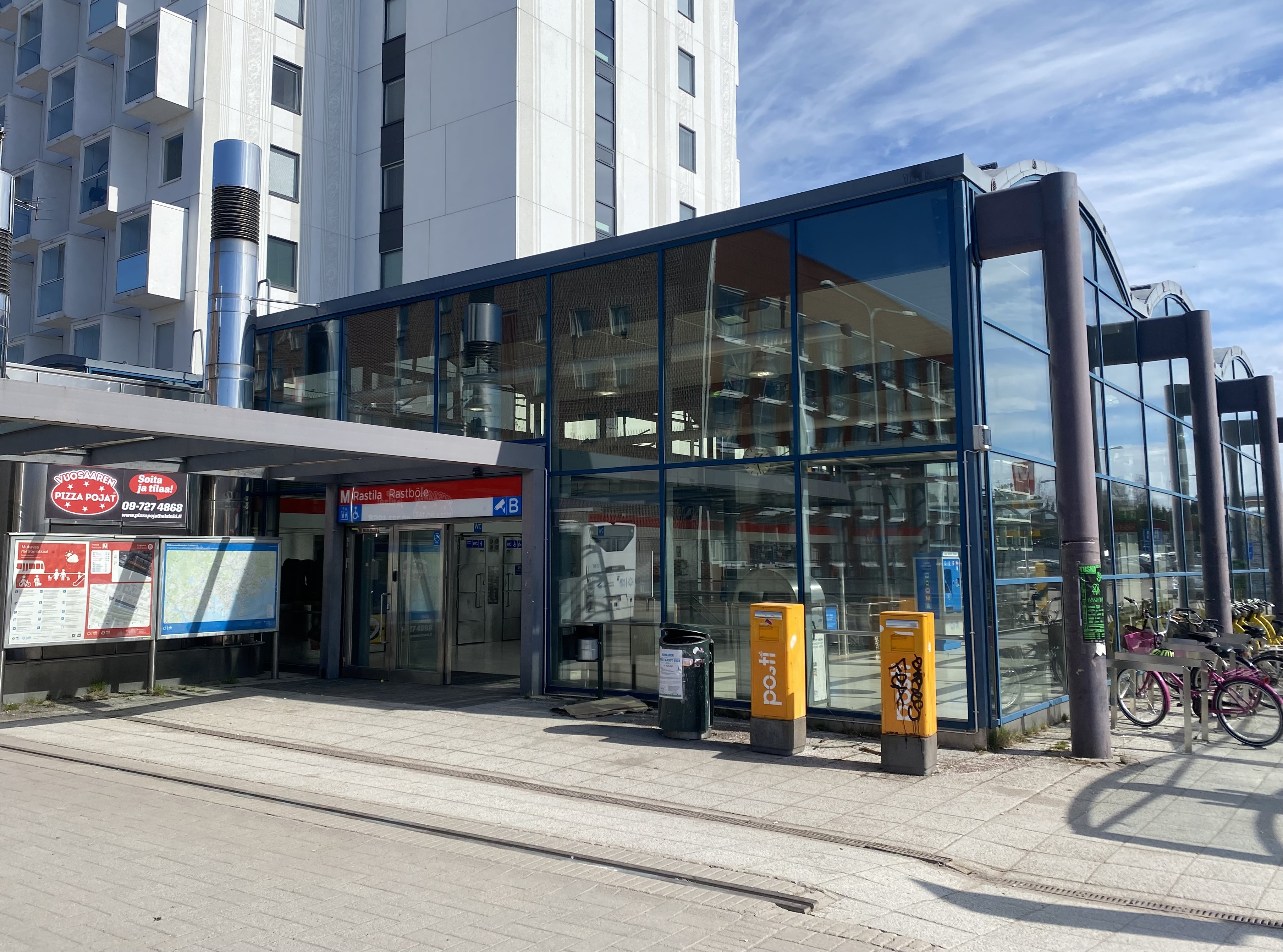
西入口
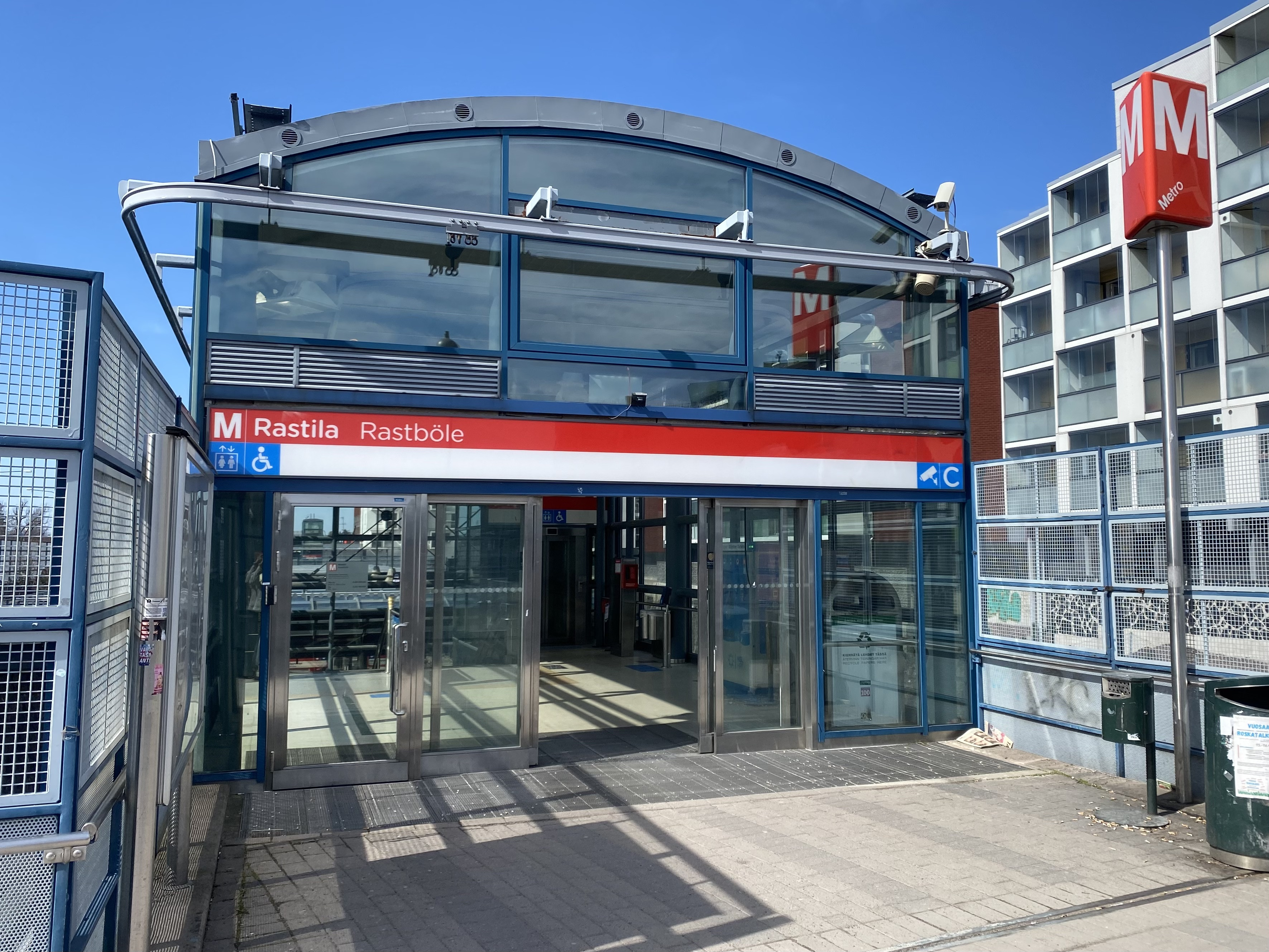
东入口